# Eric Carmen
Eric Howard Carmen (Cleveland, Ohio; 11 de agosto de 1949 - Phoenix, Arizona; 9 de marzo de 2024), conocido como Eric Carmen, fue un cantante, compositor, guitarrista y tecladista estadounidense. Como músico, cosechó numerosos éxitos durante las décadas de los años 1970 y 1980, primero como miembro de Raspberries  (que logró un millón de ventas con "Go All The Way"), y luego con su carrera en solitario, incluyendo éxitos como "All by Myself", "Never Gonna Fall in Love Again", "She Did It", "Hungry Eyes" y "Make Me Lose Control".

## Vida personal
Carmen adoptó un enfoque relajado de la música en la mayor parte de la última década, trabajando sólo cuando la inspiración acompañaba a su estado de ánimo. Se trasladó de nuevo al noreste de Ohio desde Los Ángeles hace unos pocos años, contando con el apoyo de su esposa, Susan, y sus dos hijos, Clayton y Kathryn, siendo su principal fuente de ingresos los derechos de la composición y publicación de sus últimos éxitos. Eric se divorció en el 2009.[cita requerida]

## Carrera
Entre 1970 y 1974 fue líder del grupo musical Raspberries. 
Su mayor éxito solista lo logró con el hit single "All by Myself" (1975), que vendió más de un millón de copias y permaneció tres semanas en el segundo puesto de la lista Billboard.
En los años ochenta tuvo otro éxito: "Hungry Eyes", tema incluido en la película Dirty Dancing.

## Discografía

### Con "The Raspberries"
- 1972: The Raspberries
- 1972: Fresh Raspberries
- 1973: Side 3
- 1974: Starting Over
- 1976: Raspberries' Best Featuring Eric Carmen
- 2007  Live On Sunset Strip

### Discos LP como solista
- 1975: Eric Carmen
- 1977: Boats Against the Current
- 1978: Change of Heart
- 1980: Tonight You're Mine
- 1984: Eric Carmen
- 1988: The Best of Eric Carmen
- 1997: Definitive Collection
- 2000: I Was Born to Love You

### Sencillos como solista
- 1975: All by Myself
- 1976: Never Gonna Fall in Love Again
- 1976: Sunrise
- 1976: That's Rock and Roll
- 1977: She Did It
- 1977: Boats Against the Current
- 1977: Marathon Man
- 1978: Change of Heart
- 1978: Haven't We Come a Long Way
- 1978: End of the World
- 1980: It Hurts Too Much
- 1980: All for Love
- 1980: Foolin' Myself
- 1984: I Wanna Hear It from Your Lips
- 1984: I'm Through with Love
- 1986: The Rock Stops Here
- 1988: Make Me Lose Control
- 1988: Hungry Eyes
- 1989: Reason to Try
- 1991: My Heart Stops
- 2000: I Was Born to Love You
- 2013: Brand New Year